# Il falso bugiardo
Il falso bugiardo è un documentario del 2008 diretto da Claudio Costa ed ispirato all'autobiografia di Luciano Vincenzoni, prolifico sceneggiatore che ha collaborato con registi sia italiani che stranieri, quali Pietro Germi, Mario Monicelli, Steno, Sergio Leone, Guy Hamilton, Billy Wilder, Carlo Lizzani, Elio Petri.

## Trama
Pietro Germi chiamava Vincenzoni il falso bugiardo, perché raccontava storie incredibili che poi si rivelavano vere.
Nel documentario alcuni testimoni di queste storie le confermano e raccontano sia come era il cinema degli anni '50, '60 e '80 sia per descrivere la personalità di Vincenzoni, che ha contribuito a dare all'Italia numerosi capolavori cinematografici inventando decine di soggetti.

## Contesto storico
Luciano Vincenzoni è stato tra gli ultimi testimoni del grande cinema italiano a raccontare quegli anni. Il documentario narrando la sua vita professionale arriva anche a Hollywood dove Vincenzoni ha vissuto per 15 anni. In questo modo ci si trova davanti ad una parabola storica di 40 anni che copre gli anni della guerra fino ad arrivare al 2001, anno in cui Vincenzoni vide sullo schermo la realizzazione del suo soggetto Ma l'amore no, che Tornatore intitolò Malèna. Degli anni '50, che molti degli intervistati ricordano con nostalgia, altri testimoni fondamentali nel film sono Furio Scarpelli, Dino De Laurentiis e Carlo Lizzani.

## Curiosità
- Dal film si scopre che Peter Bogdanovich stava per realizzare un film scritto con Luciano Vincenzoni dal titolo Cow Girl. Il progetto fu abbandonato ma Bogdanovich utilizzò il soggetto per delle lezioni di cinema che teneva presso l'università dell'Indiana - Bloomington. Vincenzoni e Bogdanovich diventarono amici dopo essersi conosciuti tramite Sergio Leone che propose al regista americano la regia di Giù la testa. L'incontro tra Leone e Bogdanovich si tenne a casa di Vincenzoni in via Giacinta Pezzana a Roma. Fu disastroso. Bogdanovich lo raccontò anche in un articolo intitolato "Two Beeg Green Eyes"[1].
- L'intervista a Dino De Laurentiis è stata l'ultima che il produttore ha registrato in Italia, il 5 Febbraio 2007 a Roma presso l'Hotel de Russie.

## Produzione
La produzione ha avuto una gestazione di oltre un anno. È stata una collaborazione tra la Ronin Film Production e la Olivud S.r.l.
La durata delle riprese è dovuta alla difficoltà di trovare disponibili per le interviste alcuni dei testimoni, come Dino De Laurentiis allora impegnato nella produzione del film Hannibal Lecter - Le origini del male.

## Scene tagliate
Per motivi di lunghezza nel documentario non sono state inserite interviste a Doris Pignatelli che fu per una decade la compagna di Luciano Vincenzoni e a Federico Pignatelli presidente dei Pier 59 Studios di New York e Los Angeles. Anche l'intervista dell'avvocato Guido Bosco, agente di Vincenzoni per trent'anni, fu omessa ma successivamente inserita nell'edizione del 2019.
Le interviste escluse dal film vennero inserite nei contenuti speciali del DVD.

## Edizioni
La prima edizione risale al 2008. Sono state realizzate negli anni successivi altre tre edizioni. Sono state aggiunte dal regista delle fotografie dall'archivio personale di Luciano Vincenzoni e della figlia Sara e alcune interviste rimaste inedite che Vincenzoni rilasciò prima della sua scomparsa. Nel 2019 è stata distribuita una edizione in inglese intitolata The False Liar, l'edizione inglese è stata sottotitolata con il Contributo del Ministero degli Affari Esteri e della Cooperazione Internazionale.

## Distribuzione
Il film è stato presentato al pubblico durante l'11° Genova Film Festival 2008 da Claudio G. Fava nella prima versione.
Successivamente è stato distribuito in DVD dalla Ronin Film production e presentato fuori concorso ad altri festival tra cui la 28ª edizione del Premio Sergio Amidei, la 3ª edizione della Mostra del Cinema dello Stretto, l'8ª edizione del Fondi Film Festival, l'8ª edizione del Busto Arsizio Film Festival.
Durante l'edizione del 2014 del Bari International Film Festival è stato riproposto al pubblico nell'edizione aggiornata e in concomitanza con l'evento il premio alla sceneggiatura del festival è stato intitolato a Luciano Vincenzoni. È stato selezionato nelle edizioni 2021 del First Time Filmaker Sessions e The Lift-Off Sessions.
Una versione corta appositamente montata è stata proiettata sui voli di linea Alitalia.